# Ilha Vize
A Ilha Vize ou Wiese (em russo:  Остров Визе, Ostrov Vize ou Земля Визе, Zemlya Vize) é uma ilha isolada no Oceano Ártico, na parte norte do Mar de Kara, a meio caminho entre a Terra de Francisco José e Severnaya Zemlya, com latitude  79° 30' N e longitude 76° 54' E. Pertence ao krai de Krasnoyarsk, divisão administrativa da Rússia.
A ilha é desolada e sujeita a tempestades árticas, mas não tem glaciares. No verão, grandes áreas ficam livres de gelo e neve. Tem no total área de 289 km². Comparando com outras ilhas árticas é relativamente grande e plana, com o ponto mais alto a ter apenas 30 m. A terra mais próxima é a ilha Ushakov, 140 km a norte.